# Mo Yan
Mo Yan (chiń. 莫言; pinyin Mò Yán), właśc. 管谟业, Guan Moye (ur. 17 lutego 1955 w prowincji Szantung) – chiński pisarz, laureat Literackiej Nagrody Nobla w 2012 roku.

## Życiorys
W czasie rewolucji kulturalnej pracował w tłoczni oleju. W wieku 20 lat wstąpił do Chińskiej Armii Ludowo-Wyzwoleńczej. Pisać zaczął w 1981 r., a trzy lata później został wykładowcą na wydziale literatury w szkole wojskowej, a następnie uzyskał doktorat za pracę o twórczości Lu Xuna. Zanim w 2000 r. Akademia Szwedzka przyznała Literacką Nagrodę Nobla Gao Xingjianowi, Mo Yan był uważany przez znawców chińskiej literatury za najpoważniejszego kandydata do tego tytułu. Adaptacja jego powieści Klan czerwonego sorga była reżyserskim debiutem Zhanga Yimou (Czerwone sorgo), od tego filmu zaczęła się także kariera Gong Li.

## Dzieła
- 变, 2010 (Zmiany, WAB, Warszawa 2013, tłumaczenie Agnieszka Walulik)
- 蛙, 2009 (Żaby, WAB, Warszawa 2014, tłumaczenie Małgorzata Religa)
- 檀香刑, 2008 (Kara drzewa sandałowego)
- 四十一炮，2003 (Bum!, WAB, Warszawa 2013, tłumaczenie Agnieszka Walulik)
- 丰乳肥臀, 1996 (Obfite piersi, pełne biodra, WAB, Warszawa 2007, tłumaczenie Katarzyna Kulpa)
- 酒国, 1992 (Kraina wódki, WAB, Warszawa 2006, tłumaczenie Katarzyna Kulpa)
- 食草家族, 1993 (Rodzina roślinożerców)
- 红高粱家族, 1986 (Klan czerwonego sorga, WAB, Warszawa 2013, tłumaczenie Katarzyna Kulpa)
- 透明的红萝卜, 1985 (Przezroczysta marchewka)